# زیگموند فروید
زیگموند فروید (آلمانی: Sigmund Freud, با نام تولد زیگموند شلومو فروید؛ ۶ مهٔ ۱۸۵۶ – ۲۳ سپتامبر ۱۹۳۹) عصب‌شناس اتریشی و بنیان‌گذار دانش روانکاوی، روشی بالینی برای ارزیابی و درمان آسیب‌های روانی، بود.
فروید متولد موراویا در امپراتوری اتریش بود. خانوادهٔ او از یهودیان گالیسیایی بودند. او در سال ۱۸۸۱ از دانشگاه وین به‌عنوان دارندهٔ مدرک دکترا در پزشکی پذیرش گرفت و پس از به پایان رساندن دوره شایستگی خود در سال ۱۸۸۵، به عنوان مدرس در رشته آسیب‌شناسی عصبی گماشته شد و در سال ۱۹۰۲ به درجهٔ استادی رسید. فروید در وین به زندگی و کار مشغول بود و طبابت بالینی خود را در سال ۱۸۸۶ آن‌جا راه‌اندازی کرد. به‌دنبالِ پیوستن اتریش به آلمان در مارس ۱۹۳۸، فروید اتریش را ترک کرد تا از آزار و اذیت نازی‌ها در امان باشد. او در سال ۱۹۳۹ به دور از میهن خود در بریتانیا درگذشت.
در ایجاد روانکاوی و روش‌های بالینی برای روبرو شدن با دانش آسیب‌شناسی روانی از راه گفتگو میان بیمار و روانکاو، فروید فنونی را مانند به‌کارگیری تداعی آزاد (به روشی گفته می‌شود که در آن بیمار هر آنچه را به ذهنش خطور می‌کند، بیان می‌نماید) و همچنین کشف انتقال (انتقال به معنای آن است که مراجع با درمان گر خود مانند یکی از افراد مهم دوران کودکی‌اش برخورد می‌کند به عبارت دیگر احساسات و هیجان‌هایی را که نسبت به ابژهٔ مهمی مانند پدر و مادر داشته به درمان گر خود منتقل می‌کند). همچنین روش روان‌شناسی تحلیلی یا پویا را ارائه کرد. بازتعریف فروید از تمایلات جنسی که شامل اشکال مرحله دهانی هم می‌شد به او اجازه داد که عقده ادیپ (احساسات جنسی کودک مذکر نسبت به والدین جنس مخالف خود) و همچنین در دختران، این تمایلات تحت عنوان عقدهٔ الکترا (احساس جنسی کودک مؤنث نسبت به والدین جنس مخالف خود) مطرح می‌شد. را به‌عنوان اصل مرکزی نظریه روانکاوی درآورد. تجزیه و تحلیل او از خود و رویاهای بیمارانش به‌عنوان یک آرزوی تحقق یافته او را به یک مدل برای تجزیه و تحلیل نشانه‌های بالینی و سازوکار سرکوب رسانید و همچنین برای گسترش نظریه خود مبنی بر اینکه ناخودآگاه یک مرکز برای ایجاد اختلال در خودآگاه است از آن استفاده کرد. فروید وجود زیست مایه (لیبیدو) را قطعی می‌دانست به نظر او لیبیدو انرژی روانی -جنسی است. منبع آن اروس یعنی مجموع غرایز زندگی است. لیبیدو با مرگ می‌جنگد و می‌کوشد انسان را در هر زمینه به پیروزی برساند. این نیرو را شهوت نیز می‌نامند. زیست‌مایه بیش از هر چیز معنای جنسی دارد.
سوءتفاهم بسیاری در مورد بیشتر مفاهیم فرویدی وجود دارد، از جمله مفهوم «لیبیدو» که با شهوت یکی دانسته شده است یعنی «به فروید این‌طور نسبت می‌دهند که گویی او همه چیز را بر اساس سکس می‌دانسته است» درحالی‌که فروید «به جای واژه عرفانی و شاعرانه عشق، واژه فنی‌تر و حرفه‌ای‌تر سکسوالیته را انتخاب کرد» «در حقیقت او بارها اعلام کرده که واژه‌های عشق، سکسوالیته، erotisme و Eros را معادل یکدیگر به‌کار می‌برد. liebe فرویدی معنای عشق، اشتیاق و ژویی سانس را در یک واژه داراست.» انتقال یکی دیگر از مفاهیمی است که مورد سوءتفاهم واقع شده است. «فروید کشف کرد که سمپتوم به کمک انتقال قابل روانکاوی می‌شود. او همچنین کشف کرد که انتقال موتور روانکاوی و در عین حال سدی برای آن است. انتقال یک عشق است، یک عشق واقعی و هیچ عشق واقعی در صدد دست یافتن به دانش نیست. کار انتقال این است که چیزی برای تعبیر روانکاو باقی بگذارد.»
میراث فروید، اگرچه بسیار مورد مناقشه است اما «یکی از قوی‌ترین تأثیرات بر تفکر سدهٔ بیستم ارزیابی شده است که تأثیر آن تنها با تأثیر داروینیسم و مارکسیسم قابل مقایسه است». گسترهٔ تاثیرش در «تمام زمینه‌های فرهنگ… تا آنجا که شیوهٔ زندگی و مفهوم ما از انسان را تغییر داده است» نفوذ کرده است. اگرچه روانکاوی به‌عنوان روش تشخیص و بالینی رو به منسوخ شدن است، اما این نظریه‌ها و تکنیک‌ها همچنان در روان‌شناسی، روان‌پزشکی، روان‌درمانی و در سرتاسر علوم انسانی تأثیرگذار هستند. روانکاوی همچنان به طرح بحث‌های گسترده و بسیار مناقشه‌آمیزی در مورد اثربخشی درمانی، وضعیت علمی آن، و اینکه یا اهداف فمینیستی را پیش می‌برد یا موجب بازداری آن می‌شود، ادامه داده است.

## آغاز کودکی و تحصیل
فروید در خانواده‌ای یهودی گالیسی در شهر موراویا بخشی از جمهوری چک متولد شد. وی نخستین فرزند خانواده از هشت فرزند بود. پدرش یاکوب فروید (۱۸۱۵–۱۸۹۶) تاجر پشم بود و از نخستین ازدواجش دو پسر داشت: امانوئل (۱۸۳۳–۱۹۱۴) و فیلیپ (۱۸۳۶–۱۹۱۱). خانواده یاکوب از یهودی‌های حسیدی بودند، هرچند که خود یاکوب آدمی سنتی نبود. او در مطالعه تورات مشهور بود. او و مادر زیگموند در ۱۹ سالگی به‌عنوان همسر سوم توسط خاخام یهودی ایزاک مانهایمر در تاریخ ۲۹ ژوئیه ۱۸۵۵ عقد کردند. آن‌ها مشکلات اقتصادی داشتند و هنگامی زیگموند متولد شد، در یک اتاق اجاره‌ای در خانه یک قفل‌ساز در شهر اشلاساگاسا زندگی می‌کردند. او با یک پرده نازک که به دور بدنش پیچیده شده بود از رحم مادر بیرون آمد که مادرش این را نشانه خوبی برای آینده پسرش می‌دانست.

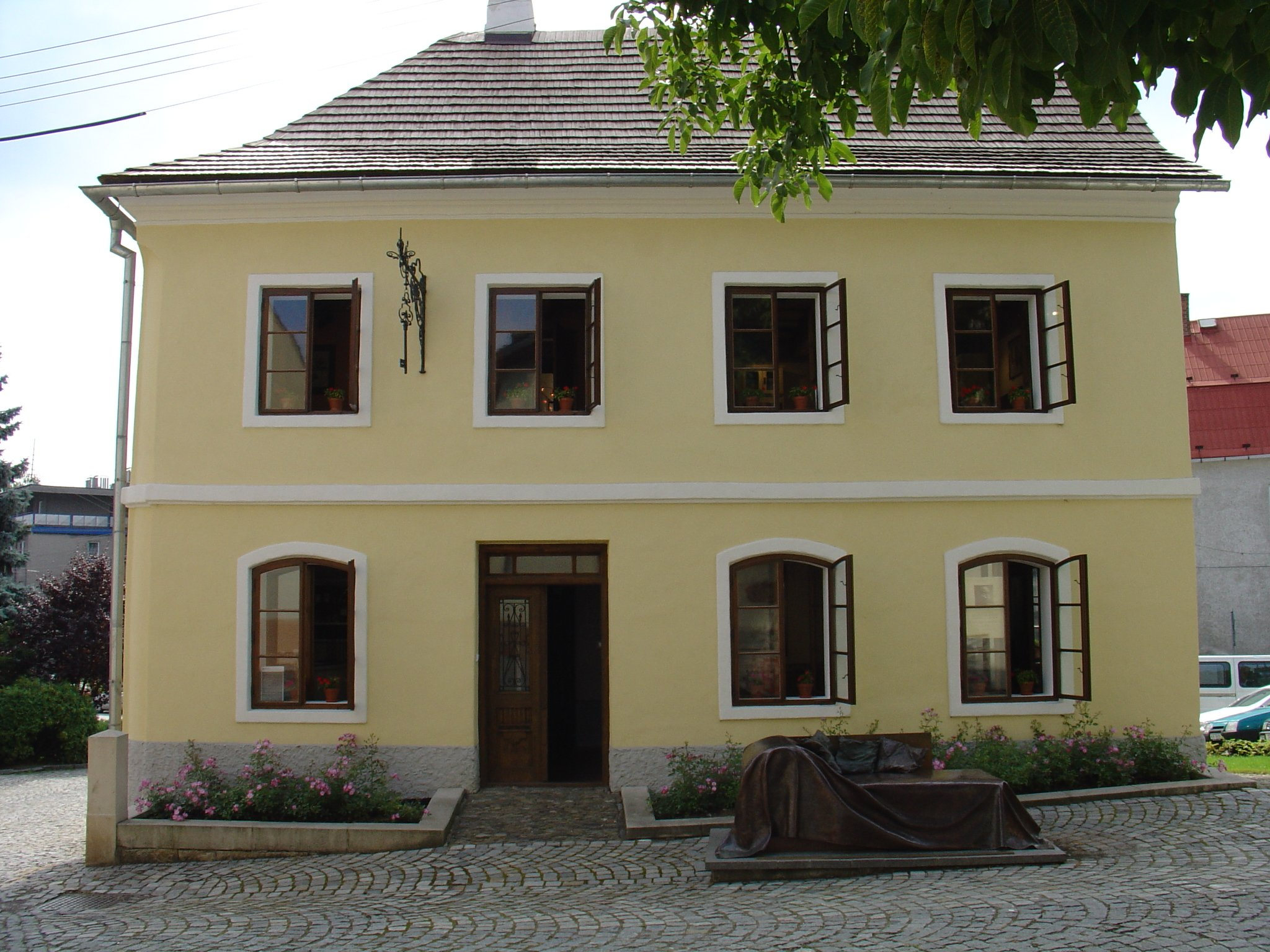
محل تولد فروید

در ۱۸۵۹ خانواده فروید فرایبرگ را ترک کردند برادران ناتنی فروید به شهر منچستر در انگلستان مهاجرت کردند که موجب جدایی میان فروید و پسر امانوئل که همبازی فروید بود شد پدر فروید زن و دو فرزند خود را (خواهر فروید آنا متولد ۱۸۵۸ و برادرش یولیوس در کودکی مرده بودند) نخست به لایپزیگ و در سال ۱۸۶۰ به وین برد در وین بود که چهار خواهر (روسا، ماری، آدولفین و پاولا) و یک برادر، الکساندر، فروید متولد شدند در سال ۱۸۶۵ فروید نه ساله وارد Leopoldstädter Kommunal-Realgymnasium که یک دبیرستان ممتاز بود، گشت. او ثابت کرد که یک دانش‌آموز برجسته است و با افتخار در سال ۱۸۷۳ از ماتورا (این آزمون معادل مدرک دیپلم در سیستم آموزشی آلمان و اتریش است) فارغ‌التحصیل شد، او عاشق ادبیات بود و در زبان‌های آلمانی، ایتالیایی، فرانسه، انگلیسی، اسپانیایی، عبری، لاتین و یونانی تخصص داشت. فروید، ویلیام شکسپیر را در طول عمرش تنها به زبان انگلیسی می‌خواند و به عقیده برخی‌ها درک او از روان‌شناسی به خواندن نمایشنامه‌های شکسپیر برمی‌گردد. فروید در سن ۱۷ سالگی وارد دانشگاه وین شد. او می‌خواست حقوق بخواند اما به دانشکده پزشکی پیوست؛ جایی که مطالعات او شامل فلسفه زیر نظر فرانتس برنتانو فلسفه زیر نظر ارنست بروک و جانورشناسی زیر نظر استاد داروینیستی به نام کارل نوئل بود. در سال ۱۸۷۶ فروید چهار هفته را در ایستگاه پژوهش‌های جانورشناسی نوئل در تریست به پژوهش و تشریح بی‌نتیجه هزاران مار ماهی برای یافتن اندام تناسلی نر در آن‌ها گذراند وی با درجه دکترا در سال ۱۸۸۱ فارغ‌التحصیل شد.

## شغل و ازدواج
در سال ۱۸۸۲ فروید کار پزشکی خود را در درمانگاه روان‌پزشکی تئودور ماینرت در بیمارستان عمومی وین آغاز کرد. او در سال ۱۸۸۶ از کار در بیمارستان استعفاء داد و به‌صورت خصوصی در رشته اختلالات عصبی تخصص گرفت و در همان سال با مارتا برنایز نوه ایساک برنایز یک خاخام ارشد در هامبورگ ازدواج کرد. این زوج دارای شش فرزند بودند: ماتیلد متولد ۱۸۸۷، ژان مارتین متولد ۱۸۸۹، اولیور متولد ۱۸۹۱، ارنست متولد ۱۸۹۲، سوفی متولد ۱۸۹۳و آنا متولد ۱۸۹۵.
شایعات دربارهٔ رابطهٔ فروید و مینا برنایز
پس از مرگ نامزد مینا برنایز در سال ۱۸۹۶، او به خانهٔ زیگموند فروید در وین نقل مکان کرد. در ۱۳ اوت ۱۸۹۸، فروید و مینا برنایز در هتل لانگ، سوئیس در یک اتاق دو نفره ثبت‌نام کردند. برخی پژوهشگران، از جمله پیتر گی در کتاب خود فروید: زندگی‌ای برای زمان ما، احتمال وجود رابطهٔ نزدیک میان فروید و مینا را مطرح کرده‌اند. همچنین کارل گوستاو یونگ گزارش داده که از مینا شنیده است فروید به او علاقه‌مند بوده و رابطه‌ای نزدیک میان آن‌ها وجود داشته است. 
با این حال، شواهد موجود قطعی نیست و برخی پژوهشگران رابطهٔ جنسی میان فروید و مینا را رد کرده‌اند.
بر اساس پژوهش‌های تاریخی و تحلیل نوشته‌های مربوط به فروید پیتر گی به این نتیجه رسید که در طی رابطه این دو، برنایز یک سقط جنین داشته است.
فروید در ۲۴ سالگی آغاز به سیگار کشیدن کرد نخست سیگار عادی می‌کشید و سپس آن را به سیگار برگ تبدیل کرد او باور داشت سیگار ظرفیت او را برای کار بالا می‌برد و او مهار بیشتری روی خود دارد به رغم هشدارهای همکارش ویلیام فیلیس او همچنان سیگاری باقی ماند و در نهایت دچار سرطان سقف دهان شد در سال ۱۸۹۷ به فیلیس پیشنهاد داد که اعتیاد به تنباکو جایگزینی برای استمناء می‌باشد.

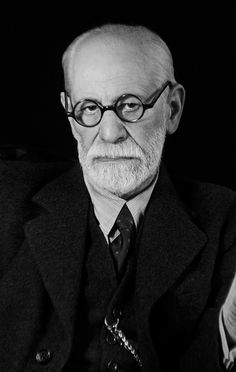
فروید

فروید به شدت استاد فلسفه خود را تحسین می‌کرد؛ برنتانو که صاحب نظریه ادراک و درون نگری و همچنین نظریه لیپس، یکی از نظریه پردازان اصلی معاصر در مفاهیم ناخودآگاه و همدلی بود. برنتانو در کتابش که در سال ۱۸۷۴ با نام روان‌شناسی از دیدگاه تجربی منتشر شد امکان وجود ناخودآگاه را مورد بحث قرار داد. اگر چه برنتانو وجود ناخودآگاه را رد کرده است اما مباحثی که او مطرح کرد به فروید در این باره کمک کرد. فروید از نوشته‌های چارلز داروین و ادوارد فون هارتمن (فلسفه ناخودآگاه) استفاده کرد.

## توسعهٔ روانکاوی
در ماه اکتبر سال ۱۸۸۵ فروید به پاریس رفت تا در یک فلوشیپ سه-ماهه با ژان-مارتن شارکو، که یک نورولوژیست مشهور بود و در مورد خواب و هیپنوتیزم پژوهش می‌کرد، شرکت کند. او سپس از این تجربه به‌عنوان کاتالیزوری برای سوق دادن وی به سمت علم آسیب‌شناسی روانی و کاری با درآمد و بازار کار کمتر در پژوهش‌های عصب‌شناسی یاد می‌کند شارکو متخصص در مطالعات بیماری هیستریا و اساکنون افراد برای هیپنوتیزم شدن بود که به‌طور معمول بر روی بیماران مختلف در حضور حضار روی صحنه نشان می‌داد.
از هنگامی که فروید در سال ۱۸۸۶ کلینیک خصوصی خود را در شهر وین تأسیس کرد، آغاز به به‌کارگیری فن هیپنوتیزم در درمان‌های بالینی خود کرد. او از رویکرد و فن همکار خود، جوزف بروئر، استفاده کرد که روش آن با هیپنوتیزمی که در روش فرانسوی آموخته بود متفاوت بود از آن جهت که در این روش از تلقین استفاده نمی‌شد. درمان یکی از بیمار به‌خصوص بروئر باعث دگرگونی کار بالینی فروید شد. بیماری که با نام «آنا او» توصیف شده است، بیماری بود که از او دعوت شد جهت شرح نشانه‌های بیماری‌اش هنگامی که تحت هیپنوتیزم بود صحبت کند. در طول زمانی که بیمار در این حالت مشغول توصیف علایم بیماری‌اش بود، در هنگامی که بیمار خاطرات آسیب‌زای گذشته را که باعث به‌وجود آمدن بیماری‌اش شده بودند به یاد می‌آورد، از شدت نشانه‌های بیماری‌اش کاسته شد.
عدم یکپارچگی نتایج درمان‌های بالینی فروید نخست او را بر آن داشت که از به‌کارگیری فن هیپنوتیزم دست بکشد، و به این نتیجه برسد که اگر بیمار را تشویق کند تا آزادانه صحبت کند بدون آنکه جلوی خود را بگیرد یا خود را سانسور کند و در مورد هر چه که به ذهنش می‌آید به راحتی صحبت کند، در بهبود نشانگان بیماری روانی‌اش بیشتر کمک می‌کند. به همراه به‌کارگیری این شیوه که آن را «تداعی آزاد» نامید، فروید متوجه شد که رویاهای بیماران نیز به نحو ثمربخشی می‌تواند آنالیز شود تا بتواند ساختار پیچیدهٔ ناخودآگاه را و سرکوب روانی را که منشأ بیماری روانی است نشان دهد. در حدود سال‌های ۱۸۹۶ بود که او دیگر از لفظ روان‌کاوی برای توضیح شیوهٔ جدید درمان بالینی و نظریات خود استفاده می‌کرد.

### «او»، «من»، «من برتر»
از دید فروید، روان شامل سه حوزه است: «او»، «من»، و «منِ برتر».
«او» مهم‌ترین حوزهٔ روان است. آگاهی اندکی که دربارهٔ آن داریم از مطالعهٔ رؤیا و اختلالات روانی به‌دست آمده است، حوزهٔ «او» کانون غرایز و شورهای ابتدایی و بخشی از میراث حیوانی انسان است. «او» دارای ذاتی بهیمی و جنسی است و از آگاهی برکنار. هرچه موروثی و مادرزاد است در حوزهٔ «او» می‌گنجد، و او کور و بی‌بصیرت است و هدفی جز خرسندی کام‌ها و هوس‌ها ندارد و دورنگر و فرجام‌اندیش نیست و، به‌قول توماس مان، نیکی و بدی و اخلاق نمی‌شناسد. کودک نوزاد تجسم «او» ست، اما در جریان رشد کودک بهره‌ای از «او» به‌صورت «من» درمی‌آید. براثر آن، کودک به‌جای کام‌جویی بی‌بندوبار به مقتضیات واقعی نیز توجه می‌کند. پس اصل واقعیت در برابر اصل لذت پدیدار می‌شود. «من» نسبت‌به جهان پیرامون اورگانیسم هوشیار است و می‌داند که اگر «او» را زنجیر نکند، قادر به حفظ زندگی ارگانیسم نخواهد بود. «من» توقعات بی‌پایان «او» را با قیود جهان بیرونی آشتی می‌دهد. از این‌رو، «من» در حکم بازبین یا سانسورچی‌ای است در برابر «او» و می‌کوشد «او» را با واقعیت همساز گرداند، زیرا آگاه است که اگر کام‌های «او» سرکوب و مقید و محدود نشوند، اورگانیسم به‌خطر می‌افتد و حتی به‌هلاکت می‌رسد. هر زمان که میان «او» و «من» ستیزه درگیرد، اورگانیسم دستخوش پریشانی می‌گردد و روان‌نژندی و روان‌پریشی روی می‌نماید.
«من برتر» یا «من آرمانی» همانا وجدان اخلاقی است و، به‌گفتهٔ بریل، نمودار والاترین مرحلهٔ تکامل انسان است. قوانین اخلاقی و محرماتی که والدین یا جانشینان ایشان به کودک تحمیل می‌کنند، به «من برتر» می‌انجامد. وجدان صرفاً زادهٔ رشد «من برتر» است. «من برتر» پیوسته با «او» می‌ستیزد و «من» این ستیزه را داوری می‌کند. در هر زمان که «او» و «من برتر» با یکدیگر هماهنگ باشند، الزاماً ارگانیسم با محیطش سازگار است و زندگی برایش آسان و خوشایند. اما اگر «او» سر به طغیان بردارد و از جانب «من» نیز مخالفتی نبیند، «من برتر» رنجور می‌شود و احساس گناه یا عذاب بر اورگانیسم دست می‌یابد.

### لیبیدو
یکی دیگر از مفاهیم فرویدی مفهوم لاتینی لیبیدو یا شهوت است. لیبیدو نیرویی روانی است و دارای ذاتی جنسی. «او» سرشار از لیبیدو یا شور جنسی است. در قاموس فروید «شور جنسی» معنایی وسیع‌تر از معنی متعارف این کلمه دارد. به‌سخن دیگر، فروید همهٔ فعالیت‌های انسانی را معلول لیبیدو و، در نتیجه، جنسی می‌داند. به‌اقتضای لیبیدو یا شور جنسی، خردسالان از مکیدن انگشت و پستانک و دفع پنجال لذت می‌برند و سالمندان تن به روابط جنسی بهنجار یا نابهنجار می‌دهند. مکانیسم‌های دفاعی اورگانیسم سبب می‌شوند که در مواردی لیبیدو از مسیر متعارف طبیعی انحراف جوید و در مسیرهایی جامعه‌پسند بریزد. فرهنگ گرانمایهٔ انسانی ــ علوم و هنرها و قوانین و ادیان ــ چیزی جز تجلیات غیرمتعارف لیبیدو نیست. مفهوم لیبیدو فروید را بر آن داشت تا همهٔ مناسبات انسانی، حتی پیوند فرزند و والدین، را امری جنسی بینگارد و همین رأی جنجالی عظیم برانگیخت. بنا بر رأی او، هرنوزادی در آغاز براثر مکیدن پستان مادر کامروا می‌گردد و، از این‌رو، به مادر وابسته می‌شود. سپس نوزاد نرینه به مادر علاقه‌ای جنسی می‌یابد و از رقیب خود، پدر، نفرت می‌یابد. اما نوزاد مادینه به پدر مهر می‌ورزد و با مادر رقابت و دشمنی می‌کند. به‌بیان دیگر، هم پسر و هم دختر در چنگال عواطفی پیچیده و مزاحم گرفتار می‌شوند و روان‌هایشان دچار عقده می‌گردد. از مادردوستی و پدرستیزیِ پسر عقده ادیپ و از پدردوستی و مادرستیزی دختر عقده الکترا می‌زاید. این دو عقده میراثی‌اند که از انسان‌های نخستین برای ما مانده‌اند: در سپیده‌دم زندگی انسان، جوان ابتدایی از اقتدارات و امتیازات پدر خود، خداوندگار خانواده، به رشک افتاد و چون فرصت یافت، بر وی شورید و او را کشت و بر مادرش تسلط یافت و یکه‌تاز گردید. اما خاطرات پدر روانش را به درد انداخت. پس به جبران پدرکشی برخی از خوشی‌ها را بر خود حرام گردانید و تن به قیودی داد و با این محرمات و قیود جامعه و فرهنگ کنونی را پدیدآورد. فروید در کتاب توتم و تابو نشان داد که همهٔ جلوه‌های فرهنگ انسانی از روابط خانوادگی زاده می‌شوند و علم و هنر و افسانه و دین و خرافات از عقده‌های کودکی برمی‌خیزند. وی از معاینه و معالجهٔ صدها بیمار بدین نتیجه رسید که غریزهٔ جنسی بیش از غرایز دیگر در شخصیت مؤثر است. اما این غریزه و سایر غرایز در بسا موارد با مقتضیات محیط سازگار نیستند. پس «من برتر» در برابرشان می‌ایستد و کام‌های غریزی را از خطهٔ روانِ آگاه به خطهٔ روانِ ناآگاه پس می‌راند. بدین ترتیب، کام‌های وازده پدید می‌آیند. این کام‌ها بدان سبب که نمی‌توانند به خطهٔ روان آگاه بتازند و تحقق یابند، در اعماق روان جنب‌وجوش می‌کنند و موجب اختلالات خفیف و شدید گوناگون می‌شوند. وظیفهٔ روان‌کاو است که بیمار را به ریشه‌های اختلالات خود، یعنی کام‌های وازَده، برساند. فقط مشکل اینجاست که چون کام‌های وازده ناخوشایندند، بروزشان برای بیمار دردناک است و، برای همین، بیمار در برابر روان‌کاو مقاومت می‌کند و وازدگی‌های خود را به‌سهولت بروز نمی‌دهد. فروید برای درهم‌شکستن این مقاومت روانی بیمار از روش تداعی آزاد استفاده می‌کرد، روشی که در آن بیمار را در اتاقی نیم‌روشن می‌خوابانید و برخی از نکته‌های مهم زندگی او را، که احتمالاً به بیماری‌اش مربوط بودند، بر زبان می‌آورد و از او می‌خواست که بدون هیچ‌گونه مقاومتی هرچه براثر شنیدن آن نکات از خاطرش می‌گذرد را بیان کند. این کار بارها تکرار می‌شد و سرانجام پرده از وازدگی‌های بیمار برمی‌داشت و روان‌کاو و بیمار را به منشأ بیماری می‌رسانید.

### غریزهٔ مرگ در کنار غریزهٔ جنسی
فروید در اواخر عمر در جهان‌بینی خود دست برد و موضوع غریزهٔ مرگ را پیش کشید. احتمالاً، فجایع جنگ جهانی دوم و مرارت‌هایی که گریبان‌گیر خانوادهٔ او شده بود وی را بر آن داشت که سلطهٔ بی‌کران رانهٔ جنسی را انکار و اعتقاد کند که اورگانیسم وابستهٔ دو رانه یا غریزه است: غریزهٔ جنسی و غریزهٔ مرگ. غریزهٔ جنسی یا غریزهٔ زندگی اورگانیسم را به حفظ و استمرار خود وامی‌دارد، و غریزهٔ مرگ آن را به انحلال می‌کشاند. در عرصهٔ روان، ستیز دامنه‌داری میان این دو نیرو درمی‌گیرد و این ستیز، که الزاماً به غلبهٔ نهایی غریزهٔ مرگ می‌انجامد، علت دگرگونی‌های روانی و آفرینندهٔ شخصیت ماست. برخی از گرایش‌های ما، چون مهربانی و انسان‌دوستی، براثر استیلای موقت غریزهٔ جنسی بر غریزهٔ مرگ پدید می‌آیند، و برخی دیگر، مانند آزاردوستی (سادیسم) و سبعت‌طلبی و جنگجویی، از تفوق غریزهٔ مرگ می‌زایند.

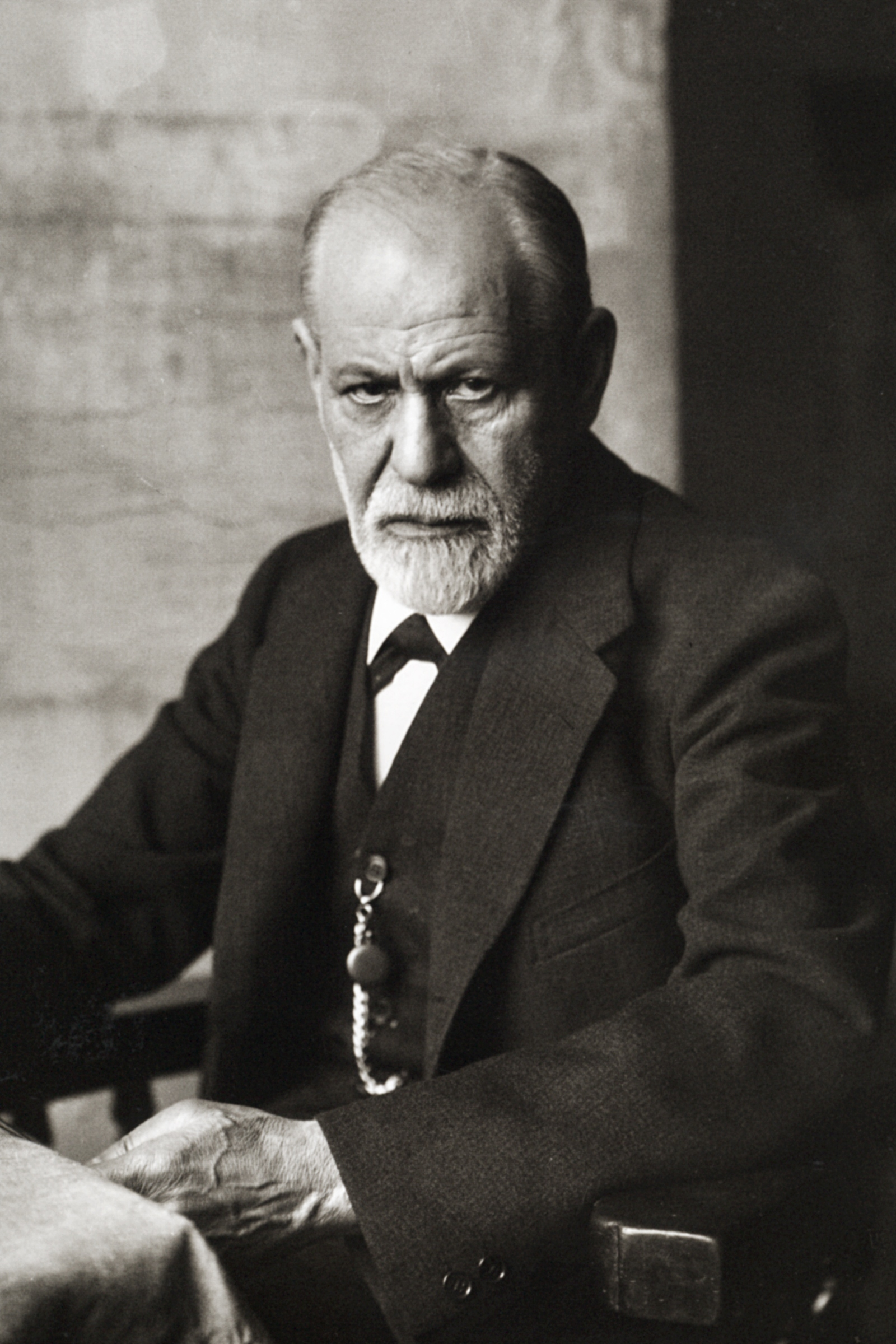
در سال ۱۹۲۶

## مبارزه با سرطان

فروید

در فوریه ۱۹۲۳، فروید سرطان لکوپلاکیا گرفت، یک توده سرطانی در دهان او شناسایی شد. فروید نخست این مسئله را به صورت راز نگه داشته، اما در آوریل ۱۹۲۳ اوارنست جونز را در جریان گذاشت، اوارنست جونز به او گفت که توده برداشته شده است. فروید با متخصص پوست ماکسیمیلیان اشتاینر مشورت کرد، که به او توصیه کرد سیگار را ترک کند اما در مورد جدی بودن سرطان او به وی چیزی نگفت و اهمیت آن را بیان نکرد. فروید سپس به دیدن فلیکس دویچ که سرطان او را تهاجمی تشخیص داده بود رفت، او برای این تشخیص از واژهٔ نامطلوب یا " لکوپلاکیای بد " به جای epithelioma استفاده می‌کرد. دویچ به فروید توصیه کرد برای جلوگیری از رشد سرطان سیگار را ترک کند. فروید توسط یک متخصّص گوش-حلق-بینی، مارکوس هایِک، که صلاحیتش پیش‌تر توسط فروید زیر سؤال برده شده بود، تحت درمان قرار گرفت. هایک عمل جراحی غیرضروری خارج از درمانگاه در بخش سرپایی درمانگاهِ خود روی فروید انجام داد. فروید پیش و پس از عمل دارای خون‌ریزی شدیدی بود و به سختی از مرگ جان سالم به دربرد. فروید پس از عمل مرتباً توسط دویچ ویزیت می‌شد. دویچ متوجه شد که عمل‌های پسین نیز باید انجام بگیرد، اما از گفتن آن به فروید خودداری می‌کرد، چراکه فکر می‌کرد فروید اگر بداند سرطان او وخیم شده دست به خودکشی می‌زند.

## مرگ
در میانه سپتامبر ۱۹۳۹ سرطان سقف دهان فروید باعث درد فزایندهٔ شدیدی برای او شد و به او اعلام شد که غیرقابل عمل جراحی است. واپسین کتابی که وی خواند، چرم ساغری اثر بالزاک، بود. چند روز بعد، او پیش پزشکش رفت. دوست و همکار او، ماکس شِوِر، ابعاد بیماری او را برای او توضیح داده بود. فروید: «تو قرارداد ما را به‌خاطر داری؛ هنگامی که زمانش رسید من را تنها نگذاری. اکنون چیزی به‌جز زجر باقی نمانده و اصلاً منطقی نیست.» هنگامی که شور خاطرنشان کرد که قرارشان یادش نرفته، فروید گفت که ممنونم، و سپس با آنا دربارهٔ آن صحبت کرد و گفت که اگر آنا فکر می‌کند که کار درستی است کار را پایان دهد. آنا فروید می‌خواست که مرگ پدرش را به تعویق بیندازد، اما شور او را متقاعد کرد که زنده نگه‌داشتن فروید بی‌فایده است، و بالاخره در تاریخ‌های ۲۱ و ۲۲ سپتامبر تزریق دوزهای معینی از مرفین باعث مرگ فروید در ۲۳ سپتامبر ۱۹۳۹ شد.

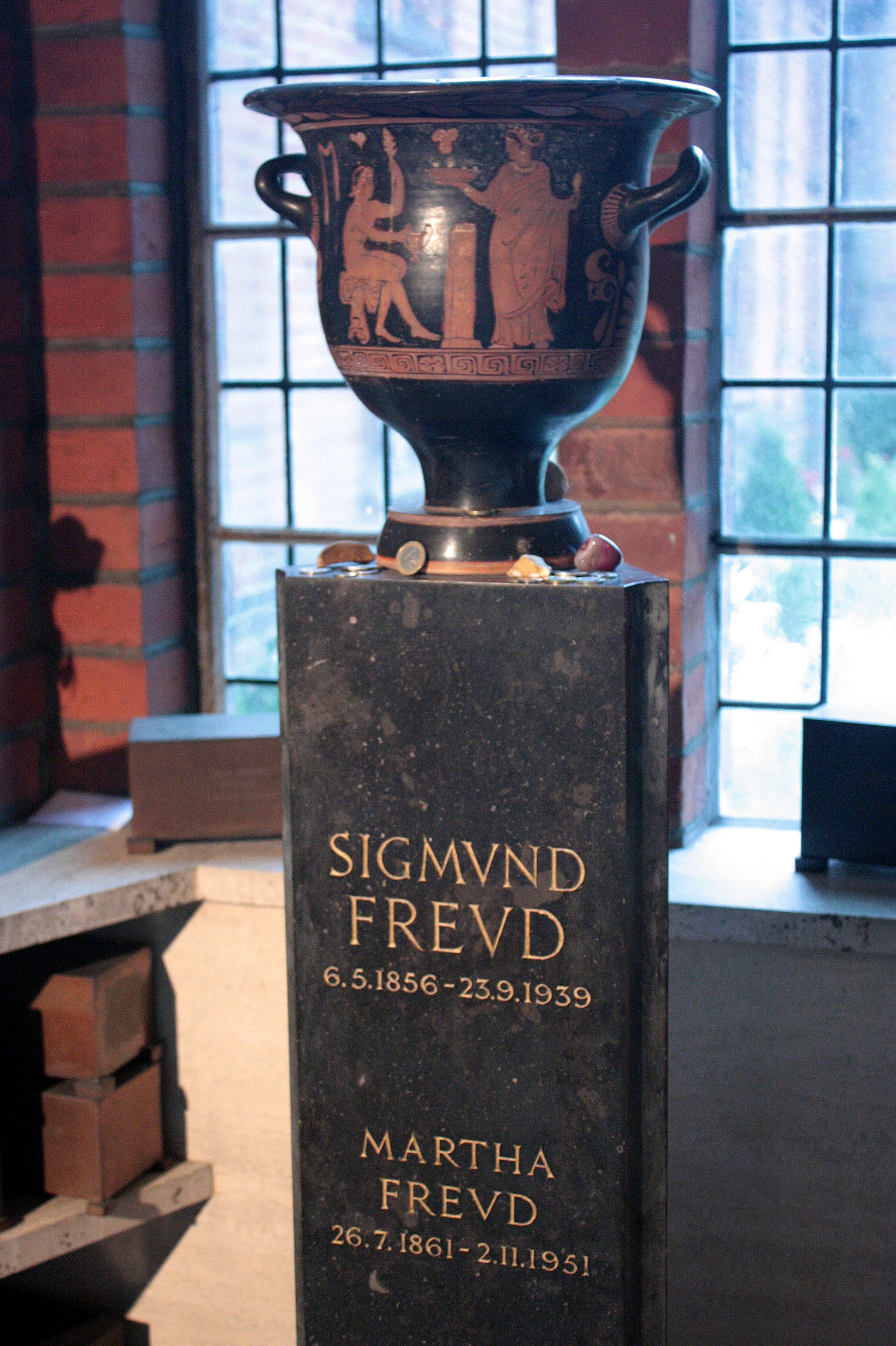
گلدان حاوی خاکستر فروید و همسرش

سه روز پس از مرگ فروید، جسد او در شمال لندن سوزانده شد. سخنرانی مراسم تشییع جنازه توسط ارنست جونز و نویسندهٔ اتریشی، اشتفان تسوایگ ایراد شد سپس خاکستر فروید به پایه‌ای که توسط پسرش ارنست برای گلدان عتیقه‌ای که فروید از پرنس بناپارت دریافت کرده بود و آن را سال‌ها در اتاق مطالعه خود در وین داشت طراحی شده بود تبدیل شد پس از اینکه همسر فروید در سال ۱۹۵۱ مرد خاکستر او هم در این گلدان گذاشته شد.

## تأثیر
جهان‌بینی فروید در داستان‌پردازی و شاعری و نمایش‌نامه‌نویسی نیز انعکاس یافته است. برنارد دو وتو می‌گوید که هیچ دانشمندی در هیچ عصری اثری چنین عمیق بر ادبیات نگذاشته است. پیکرتراشی و پیکرنگاری و هنرهای دیگر هم از سیطرهٔ او برکنار نمانده‌اند. رابرت همیلتن می‌گوید که او روان‌شناسی را برپایگاه شایستهٔ خود استوار ساخت. فردریک ورتام، روان‌پزشک آمریکایی، گفته است: «باید درنظر داشت که فروید مطالعهٔ شخصیت و بیماری‌های روانی را از سه جهت دگرگون ساخت: اولاً، با منطق علوم طبیعی به‌مطالعهٔ فرایندهای روانی پرداخت و روان ناآگاه (ناخودآگاه) را شناخت و روشی برای کاوش آن ابداع کرد. ثانیاً، برخلاف روان‌پزشکان پیشین، که به پیشینه و مخصوصاً حوادث دوران کودکی بیمار توجهی نمی‌کردند، فروید مطالعهٔ حوادث کودکی را برای تشخیص و معالجهٔ بیماری لازم دانست. ثالثاً، اهمیت غریزهٔ جنسی را دریافت و پی برد که کودکان زندگیی جنسی دارند و، بالاتر از این، غریزهٔ جنسی در طی زندگی از مراحلی می‌گذرد و به‌صورت‌های گوناگون درمی‌آید.
تنسلی ضمن خطابه‌ای که در انجمن سلطنتی لندن ایراد کرد چنین نظر داده است: «اکتشافات فروید ماهیتی انقلابی دارند. فروید به کاوش خطهٔ نامکشوف ذهن انسانی (ناخودآگاه) همت گمارد. پیش از او کسی این خطه را نمی‌شناخت و تجلیات روان ناآگاه به‌سبب قاهرترین تعصبات بشری یا اساساً مورد غفلت بودند یا شناخت‌ناپذیر و پست و انحرافی به‌شمار می‌رفتند و کسی وجود آن را نمی‌پذیرفت. فروید بود که واقعیت روان ناآگاه را قبول کرد و در کشف آن کوشید.»
وینفرد اوورهولسر پیش‌بینی کرده که صدسال بعد فروید را در شمار کوپرنیک و نیوتون و مردان دیگری که درهای نویی بر اندیشهٔ انسانی گشودند خواهند آورد. بی‌گمان، در عصر ما هیچ‌کس به‌قدر فروید به دریافت فعالیت ذهن نایل نیامده است.»

## ایده‌ها
آغاز کار
فروید مطالعات خود را در رشتهٔ پزشکی در دانشگاه وین در سال ۱۸۷۳ آغاز کرد. او تقریباً ۹ سال در آنجا تحصیل کرد. وی به پژوهش‌های فیزیولوژی عصبی و مخصوصاً در رابطه با پژوهش در مورد اندام جنسی مارماهی و دستگاه عصبی ماهی علاقه داشت.

### کوکائین
فروید به‌عنوان یک پزشک و عصب‌شناس، از مصرف‌کنندگان کوکائین و از طرفداران آن به‌عنوان محرک و مسکن بود. او باور داشت کوکائین درمان بسیاری از مشکلات ذهنی و فیزیکی است و در مقاله‌اش با عنوان «در کوکا» در ۱۸۸۴، فضایلش را برشمرده است. میان سال‌های ۱۸۸۳ و ۱۸۸۷، چندین مقاله برای تجویز دارویی کوکائین نوشت از جمله به‌کارگیری آن در درمان افسردگی به‌عنوان داروی ضدافسردگی. او به صورتی بسیار حساب شده از کنار اولویت‌های پزشکی این ماده که می‌توانست در بی‌حسی موضعی کاربرد داشته باشد و در حالی‌که از آن‌ها آگاه بود، گذشت و به اشارتی گذرا بسنده کرد. (کارل کولر، همکار فروید در وین، به این تمایزگذاری فروید در مصارف کوکائین آگاه شد و یافته‌هایش در کاربرد داشتن این ماده برای بی‌حسی در جراحی حساس چشم را با جامعه پزشکی در میان گذاشت) فروید همین‌طور مصرف کوکائین را برای درمان اعتیاد به مرفین توصیه می‌کرد. او مصرف کوکائین را به دوستش ارنست فون فلیشل-مارکسو که به مورفین معتاد بود و از درد ناشی از عفونت حاد در اثر تزریق رنج می‌برد، توصیه کرد. فروید ادعا کرد اعتیاد دوستش ناگهان از میان رفته، در حالی‌که فلیشل هیچگاه اذعان نکرد که فروید در اشتباه بوده است. وضعیت فلیشل به صورت مسمومیت شدید ناشی از کوکائین تغییر کرد و پس از آن، دوباره مصرف مورفین را آغاز کرد و چند سال بعد، پس از متحمل شدن رنجی بسیار، درگذشت.
سپس مشخص شد کاربرد کوکائین برای بی‌حسی موضعی، یکی از مصارف امن آن است و گزارش‌های مبتنی بر مسمومیت در اثر کوکائین و اعتیادآور بودنش، به ممنوعیت مصرف آن در بسیاری از نقاط جهان منجر شد. این اتفاق، شهرت فروید را خدشه‌دار کرد.
پس از «دوره کوکائین»، فروید ترغیب کردن عموم به مصرف کوکائین را متوقف کرد اما خودش مصرف آن را در طول دهه ۱۸۹۰ و پیش از ترک کردن آن در ۱۸۹۶، برای درمان افسردگی، میگرن و التهاب بینی، ادامه داد.

## کتاب‌شناسی

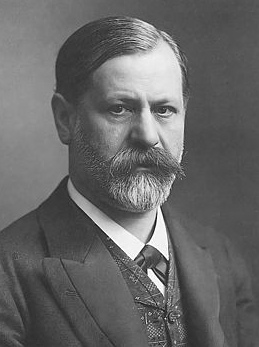
فروید در سال ۱۹۰۵

## آثار دربارهٔ فروید
- فروید و غیر اروپایی‌ها، ادوارد سعید، نوید حمزوی (مترجم)، انتشارات نیماژ ۱۳۹۷
- چگونه فروید بخوانیم، جاش کوهن، نشر نی
- شور ذهن، اثر ایروینگ استون، ترجمه اکبر تبریزی، فرخ تمیمی
- درآمدی بر زیگموند فروید، ژان‌میشل گینودز، مهرداد پارسا، نشر شوند ۱۳۹۸
- ناخودآگاه: یک تحلیل مفهومی، السدیر مک اینتایر، مهرداد پارسا، نشر شوند ۱۳۹۹

## مکاتبات
- The Letters of Sigmund Freud and Otto Rank: Inside Psychoanalysis (eds. E. J. Lieberman and Robert Kramer). Johns Hopkins University Press, 2012.
- The Complete Letters of Sigmund Freud to Wilhelm Fliess, 1887–1904, (editor and translator Jeffrey Moussaieff Masson), ۱۹85, ISBN 978-0-674-15420-9
- The Sigmund Freud کارل گوستاو یونگ Letters, Publisher: Princeton University Press; Abr edition, 1994, ISBN 978-0-691-03643-4
- The Complete Correspondence of Sigmund Freud and کارل آبراهام، ۱۹۰۷–۱۹۲۵, Publisher: Karnac Books, 2002, شابک ‎۹۷۸-۱-۸۵۵۷۵-۰۵۱-۷
- The Complete Correspondence of Sigmund Freud and Ernest Jones, 1908–1939. , Belknap Press, انتشارات دانشگاه هاروارد، ۱۹۹۵، شابک ‎۹۷۸-۰-۶۷۴-۱۵۴۲۴-۷
- The Sigmund Freud Ludwig Binswanger Letters, Publisher: Open Gate Press, 2000, ISBN 978-1-871871-45-6
- The Correspondence of Sigmund Freud and Sándor Ferenczi, Volume 1, 1908–1914, Belknap Press, انتشارات دانشگاه هاروارد، ۱۹۹۴، شابک ‎۹۷۸-۰-۶۷۴-۱۷۴۱۸-۴
- The Correspondence of Sigmund Freud and Sándor Ferenczi, Volume 2, 1914–1919, Belknap Press, انتشارات دانشگاه هاروارد، ۱۹۹۶، شابک ‎۹۷۸-۰-۶۷۴-۱۷۴۱۹-۱
- The Correspondence of Sigmund Freud and Sándor Ferenczi, Volume 3, 1920–1933, Belknap Press, انتشارات دانشگاه هاروارد، ۲۰۰۰، شابک ‎۹۷۸-۰-۶۷۴-۰۰۲۹۷-۵
- The Letters of Sigmund Freud to Eduard Silberstein, 1871–1881, Belknap Press, انتشارات دانشگاه هاروارد، شابک ‎۹۷۸-۰-۶۷۴-۵۲۸۲۸-۴
- Sigmund Freud and لو آندره آس سالومه; Letters, Publisher: Harcourt Brace Jovanovich; 1972, ISBN 978-0-15-133490-2
- The Letters of Sigmund Freud and آرنولد تسوایگ, Publisher: New York University Press, 1987, ISBN 978-0-8147-2585-6
- Letters of Sigmund Freud – selected and edited by ارنست ال فروید, Publisher: New York: Basic Books, 1960, ISBN 978-0-486-27105-7

### تلفظ
1. ↑  ‎/frɔɪd/‎ FROYD,[۲] آلمانی: [ˈzi:kmʊnt ˈfrɔʏt]